# فرنسيس جاي بيكويذ
فرنسيس جاي بيكويذ (بالإنجليزية: Francis J. Beckwith)‏ هو عالم عقيدة وفيلسوف أمريكي، ولد في 1960 في نيويورك في الولايات المتحدة.